# Owen Pallett

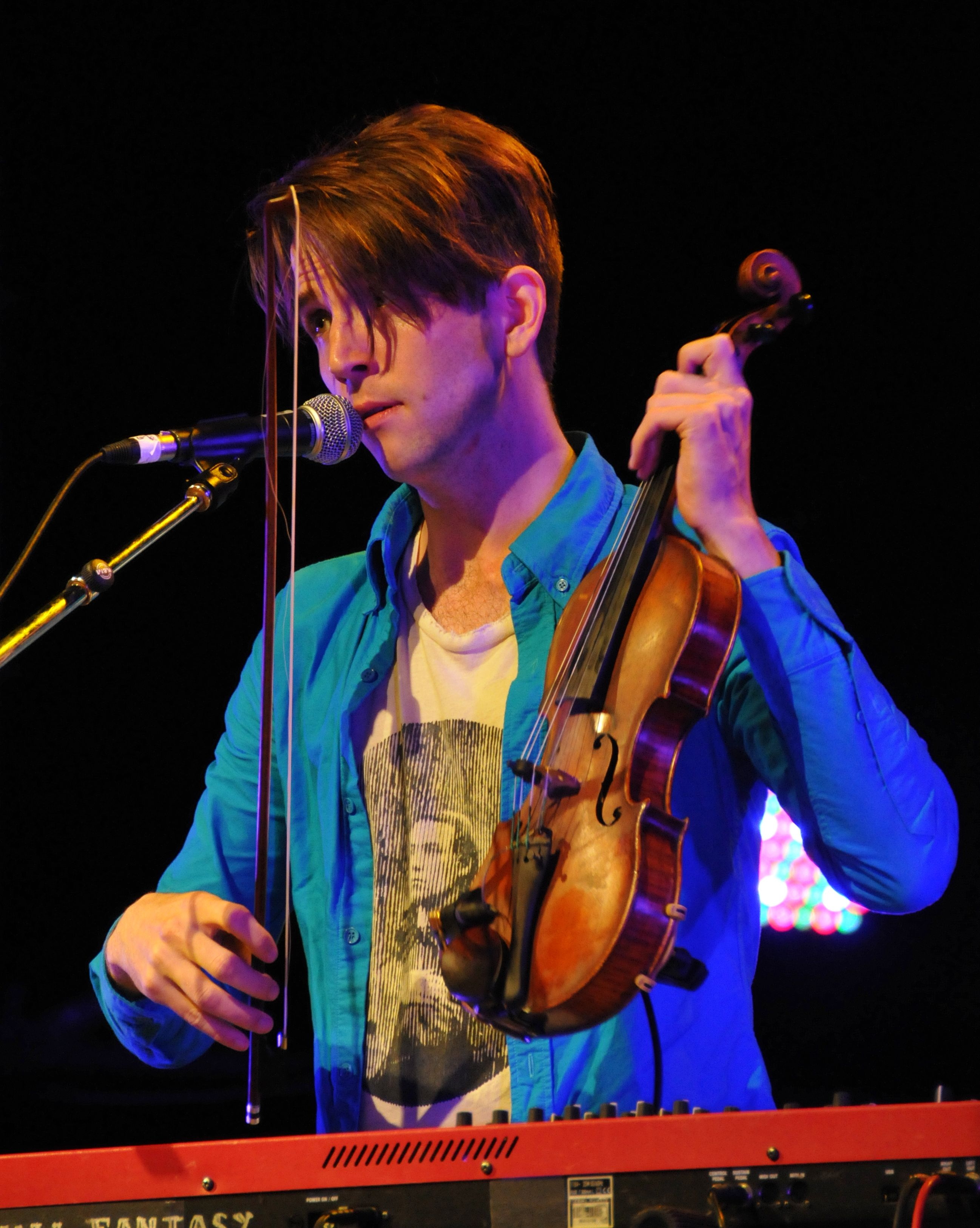
Owen Pallett, 2009

Owen Pallett, född 7 september, 1979 i Mississauga i Ontario, är en kanadensisk violinist och sångare. Hen är mest känd för sitt soloprojekt Final Fantasy.
Final Fantasys debutalbum Has a Good Home släpptes i februari 2005 på det Toronto-baserade kooperativa skivbolaget Blocks. Det andra albumet, He Poos Clouds, släpptes i juni 2006. I januari 2010 släpptes albumet Heartland.
Owen har även gjort musik och turnerat med Jim Guthrie, The Hidden Cameras, The Luyas, The Vinyl Cafe, och The Arcade Fire.

## Biografi och karriär
Owens far är kyrkoorganist och gav sin son en musikalisk fostran enbart bestående av klassisk musik. Redan innan förskoleåldern började Owen studera klassisk fiol och i trettonårsåldern komponerade han sitt första musikstycke. Owen Palletts meritlista som kompositör inkluderar bland annat musik till datorspelet Traffic Department 2192, filmmusik till två filmer och beställda verk för Bang on a Can, The Vancouver CBC Orchestra och Fine Young Classicals.
Owen tror att hans arbete har blivit undermedvetet påverkat av hans sexualitet, och har sagt "As far as whether the music I make is gay or queer, yeah, it comes from the fact that I'm gay, but that doesn't mean I'm making music about the sexuality specifically". 
Owen fick en "Honours Bachelor of Music for Composition" från University of Toronto 2002.
Owens pojkvän Patrick Borjal började arbeta som hans manager 2006, och startade managementbolaget Boyfriend Management.

## Diskografi
Album med The Arcade Fire.
- Now, More Than Ever (med Jim Guthrie) - 18 november, 2003
- You're Worth More to Me Than 1000 Christians (med Les Mouches) - 2004

### Som Final Fantasy
- Has a Good Home - 12 februari, 2005
- Young Canadian Mothers - januari, 2006
- He Poos Clouds - 15 maj, 2006
- Spectrum, 14th Century
- Plays To Please
- Heartland - januari, 2010